# Mirko Boman
Mirko Boman (* 11. Dezember 1926 in Zagreb; † 30. August 2013 ebenda) war ein kroatischer Schauspieler.

## Leben
Boman spielte seit den 1950er Jahren in jugoslawischen, seltener auch in internationalen Produktionen Charakter- und Nebenrollen. In Deutschland vor allem durch vier Karl-May-Filme bekannt, war er auch in mit Preisen bedachten späteren Produktionen seines Heimatlandes zu sehen, so wie zuletzt in Marschall Titos Geist und Schöne tote Mädchen.

## Filmografie (Auswahl)
- 1962: Der Schatz im Silbersee
- 1964: Old Shatterhand
- 1964: Freddy und das Lied der Prärie
- 1964: Winnetou 2. Teil
- 1964: Unter Geiern
- 1969: Die Schlacht an der Neretva
- 1973: Die blutigen Geier von Alaska
- 1976: Der Rattengott (Izbavitelj)
- 2000: Marschall Titos Geist (Marsal)
- 2002: Schöne tote Mädchen (Fine mrtve djevojke)